# A Sort of Homecoming
A Sort of Homecoming es el vigésimo episodio de la primera temporada de la serie estadounidense de drama y ciencia ficción, The Tomorrow People. El episodio fue escrito por Jeff Rake y Alex Katsnelson y dirigido por John Behring. Fue estrenado el 21 de abril de 2014 en Estados Unidos por la cadena The CW.
Con el regreso de Roger, todo el mundo está preocupado por las consecuencias que habría si el Fundador llegara a enterarse. Mientras tanto, ahora que sabe la verdad sobre la máquina que el Fundador ha estado usando para entrenarlo, Stephen recluta la ayuda de Cara y John para destruirla. Por otra parte, Russell y otros chicos del mañana que han perdido la esperanza de poder encontrar El Refugio, optan por salir a la superficie y hacer las cosas por su cuenta.

## Elenco
- Robbie Amell como Stephen Jameson.
- Peyton List como Cara Coburn.
- Luke Mitchell como John Young.
- Aaron Yoo como Russell Kwon.
- Madeleine Mantock como Astrid Finch.
- Mark Pellegrino como el Dr. Jedikiah Price.

## Continuidad
- El episodio marca la primera aparición de Natalie.
- Charlotte Taylor fue vista anteriormente en Enemy of My Enemy.
- Roger regresa en este episodio.
- Hilary revela estar verdaderamente enamorada de Stephen.
- Natalie insta a otros miembros de los Chicos del mañana para ir a Ultra y aceptar la tregua del Fundador.
- Luca conoce el escondite de los Chicos del mañana.
- Se revela que los Homo Superior pueden asesinar cuando el tiempo se detiene.
- Roger, Stephen y John intentan destruir la máquina del Fundador.
- John es capturado por Ultra y el Fundador lo despoja de sus poderes.
- Russell, Natalie y sus seguidores son inyectados con el mismo suero que el Fundador inyectó a Monty en Smoke and Mirrors.
- Hilary hace estallar una bomba en Ultra para asesinar al Fundador.

## Banda sonora[3]
| N.º | Intérprete   | Título       | Álbum         |
| --- | ------------ | ------------ | ------------- |
| 1   | Sarah Blasko | «Not Yet»    | I Awake       |
| 2   | Jess Mills   | «In My Arms» | Twist of Fate |

## Desarrollo

### Casting
El 4 de marzo de 2014 fue anunciado que Leven Rambin fue contratada para interpretar a Natalie una homo superior problemática que no tiene amor por los humanos, que se encuentra con Russell. Rambin aparecerá en los tres últimos episodios de la temporada.